# Chaise de Reniseneb
La chaise de Reniseneb est une chaise en bois égyptienne datée du XVe siècle avant notre ère. La chaise, actuellement exposée au Metropolitan Museum of Art, appartenait au scribe égyptien Reniseneb,.

## Description
La chaise a été fabriquée vers 1450 avant notre ère sous le règne de Thoutmôsis III, sixième pharaon de la XVIIIe dynastie. Des inscriptions sur la chaise indiquent qu'elle appartenait au scribe Reniseneb. La chaise est en ébène et ivoire sculpté. On pense que la chaise était à l'origine moins détaillée qu'elle ne l'est actuellement et que des inscriptions supplémentaires ont été ajoutées à la mort de Reniseneb. La chaise est la plus ancienne (à l'exclusion des chaises royales) chaise survivante de son style en provenance d'Égypte.
L'assise de la chaise est une reproduction en cannage de roseau tressé, car l'assise d'origine s'est depuis longtemps détériorée. Une image de Reniseneb assis dans une chaise similaire est sculptée dans le dossier de la chaise, et ses pieds prennent la forme de griffes de lion sculptées. Des fleurs de lotus sont également représentées sur l'ivoire sculpté de la chaise, probablement en raison de l'association égyptienne des fleurs de lotus avec la renaissance et la guérison.